# Désintégration du proton

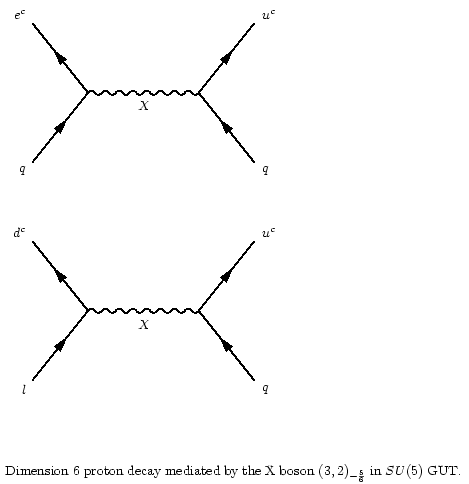
Schéma représentant la désintégration de plusieurs protons

En physique des particules, la désintégration du proton est un mode hypothétique de décroissance radioactive dans laquelle le proton se désintègre en des particules subatomiques plus légères, comme le pion neutre et le positron. Il n'existe actuellement aucune preuve expérimentale indiquant que la désintégration du proton se produise ; ce qui place la demi-vie théorique du proton à une valeur supérieure à 1034 années.
Dans le modèle standard, les protons (un type de baryon), sont théoriquement stables parce que le nombre baryonique est censé se conserver. Cela signifie que les protons ne se désintègrent pas en donnant naissance à d'autres particules parce que le proton est le plus petit baryon, et par conséquent le moins énergétique.
Des théories du champ unifié (GUT : Grand Unified Theory en anglais) basées sur le modèle standard admettent explicitement de briser la symétrie du nombre baryonique en permettant que le proton se désintègre par les bosons de Higgs, les monopôles magnétiques ou bien par les bosons X. La désintégration des protons est l'un des effets les moins observés de ceux proposés par les GUT. Jusqu'aujourd'hui, toutes les tentatives d'observer ces effets ont été vaines.

## Baryogénèse
L'une des questions importantes à laquelle essaie de répondre la physique moderne concerne la surabondance écrasante de matière par rapport à l'antimatière dans l'univers. Globalement, la densité de nombre baryonique de l'univers observable diffère de zéro.
Puisqu'en cosmologie on suppose  que les particules que nous voyons ont été créées selon la même physique que celle que nous observons aujourd'hui, on s'attendrait à ce que le nombre baryonique global soit nul, la matière et l'antimatière devant avoir été créées dans des quantités strictement égales. Il a été proposé différents mécanismes qui, sous certaines conditions, briseraient cette symétrie en faveur de l'excès de matière (par rapport à l'antimatière). Ce déséquilibre aurait été exceptionnellement petit, de l'ordre de 1 à 1010 (10 milliards) durant les premiers instants après le Big Bang. Mais après que la majorité de la matière et de l'antimatière se furent réciproquement annihilées, un excédent de matière est resté dans l'univers actuel.

## Mise en évidence
La désintégration du proton est l'un des effets non observés des théories du champ unifié, un des autres effets étant l'observation des monopôles magnétiques. Tous les deux sont devenus la cible d'efforts majeurs de la recherche en physique expérimentale depuis les années 1980. Jusqu'à présent, toutes les tentatives d'observer ces évènements ont échoué. Des expériences au moyen du détecteur de radiation Tcherenkov à eau du Super-Kamiokande au Japon ont donné en 2012 une limite inférieure à la demi-vie du proton, à un niveau de confiance de 90 %, évaluée à 6,6 × 1033 ans par désintégration par antimuon et 8,2 × 1033 ans par désintégration par positron. Des résultats préliminaires évaluent en 2009 une demi-vie supérieure ou égale à 1,29 × 1034 ans par désintégration par positron.